# Kriúixevo
Kriúixevo (en rus: Кюршево) és un poble de l'óblast de Vólogda, a Rússia, que el 2002 tenia un habitant.